# Christian Koren-Wiberg
Johan Christian Koren-Wiberg, född 10 oktober 1870, död 22 mars 1945, var en norsk kulturhistoriker och konstnär.
Koren-Wiberg var direktör för det hans far grundade Hanseatiske Museum i Bergen, som på hans initiativ övertogs av staten 1916. Koren-Wiberg grundade 1909 Bergen Kunsthåndverksskole och var dessutom verksam som målare samt som kulturhistorisk och skönlitterär författare. Bland hans verk märks Jomfru Pegelau (1907), Den tyske Kontor (1899), och dramat Clamer Eberhard, uruppfört 1913.